# مولد مشكلة اللاجئين الفلسطينيين (كتاب)
كتاب مولد مشكلة اللاجئين الفلسطينيين هوَ كِتاب صادر عن سلسلة عالم المعرفة بالتعاون مع المركز القومي للترجمة في مصر في نوفمبر 2013 للمؤلف الإسرائيلي بيني موريس المعروف عنه بأنه ممن اصطلح على تسميتهم المؤرخون الجدد في إسرائيل وترجمه للعربية الدكتور «عماد عواد».
يتحدث الكتاب عن أزمة النزوح واللجوء الفلسطيني منذ البداية وبمراحله المتعددة، ويأتي هذا الكتاب بعد الكشف عن وثائق إسرائيلية خاصة بتلك المرحلة بمناسبة مرور 40 عاماً على تلك الأحداث، وهي الفترة التي يسمح بموجبها القانون الإسرائيلي الكشف عن الوثائق الرسمية، لكن في الوقت نفسه ينسب للكتاب عدم استرشاده بالمؤرخين الفلسطينيين الذين كتبوا ووثقوا أحداث العام 1948 أو حتى شهادات شهود العيان الذين عايشوا أحداث تلك الفترة.
فحوى ادعاءات موريس حول هذا الموضوع هي أن الصهيونية قامت بعمليات طرد مباشرة ومقصودة ومخطط لها، إضافة إلى القيام بعدد من الأعمال الأخرى التي تهدف إلى نزوح جماعي فلسطيني، ويضيف موريس أن عمليات الطرد لم تكن إستراتيجية صهيونية مع سبق الإصرار والترصد إلا أنها نتجت بفعل الظروف التي أنشأتها على أرض الواقع. ويستشهد لذلك بأقوال وأوامر القيادات الصهيونية العليا الموثقة مثل إسحق رابين ودافيد بن غوريون.
ويقول موريس في الكتاب إن ولادة مشكلة اللاجئين جاءت بفعل الحرب التي قامت بين العرب واليهود، بفعل وجود مجموعتين عربية ويهودية على قطعة جغرافية واحدة (فلسطين)، وبسبب ضعف الهيكلية للمجتمع العربي الذي غادر معظم أثريائه إلى الخارج بانتظار عودة الهدوء إلى المكان، وهو ما جعل الفقراء من العرب وحدهم على الأرض، مع شعور كبير بالانهيار والضعف. يرى موريس أن نزوح اللاجئين جاء بشكل مباشر نتيجة الهجوم اليهودي المباشر، إضافة إلى وجود أوامر طرد وحملات تخويف ممنهجة. ومع ذلك لم تكن هناك إستراتيجية ممنهجة حتى أبريل 1948 لطرد العرب. لكن أعطيت بعض الكتائب تفويضاً مطلقاً باستخدام العنف، وحتى شهر أبريل لم يجد موريس أي وثيقة تدل على أن الهيئة العربية العليا لفلسطين أعطت الأوامر للعرب بالفرار من أراضيهم.
وثق موريس حالات من القتل التعسفي والاغتصاب التي حدثت أثناء الحرب عام 1948، لكن النهاية الصادمة للكتاب تظهر أن بيني موريس يتأسف لأن دافيد بن غوريون لم يكمل عملية الطرد للعرب بالكامل، بمعنى أنه كان يريد من بن غوريون أن يطرد العرب بالكامل من فلسطين.

## أقسام ومحتوى الكتاب
يتحدث الكتاب عن أزمة النزوح واللجوء الفلسطيني منذ البداية وبمراحله المتعددة إذ يتألف من جزأين في عشرة فصول حيث البداية مع المقدمة التاريخية وعن فلسفة الترانسفير (التهجير) التي تنبأ بها منظّر الصهيونية الأول ثيودور هرتزل عندما كتب في مذكراته عام 1895 ما يلي: «يلزم علينا أن نجردهم من الأرض (الفلسطينيين) بلطف بحيث أن نشجع الفقراء على عبور الحدود من خلال تأمين العمل لهم في بلاد العبور في الوقت الذي نمنعهم من الحصول على العمل في بلادنا (أي إسرائيل)...» ثم يتابع هرتزل قائلاً: «إن كلا من عملية التجريد من المُلكية والتخلص من الفقراء يجب أن تتم بشكل منفصل وبحذر شديد.»
ثم يتحدث الكتاب عن مراحل ما بعد الحرب العالمية الثانية من وعد بلفور إلى وثيقة الانتداب البريطاني عام 1923، والتي تحدثت عن العلاقة التاريخية للشعب اليهودي بـ«أرض إسرائيل»، ثم يتحدث عن دور مفتي المقدس وعائلة الحسيني وخلافاتها مع آل النشاشيبي وموقفهم من المنظمات الصهيونية في فلسطين، ومن ثم عن ثورة القسام والعمليات الواسعة لشراء الأراضي الفلسطينية من قبل أثرياء اليهود.
يتابع الكتاب الكلام عن مراحل التهجير القسري والجماعي في المدن الفلسطينية (حيفا، وبيسان، والقدس) وعمليات التطور في مفهوم الترانسفير والإرهاب في الفكر الصهيوني واللجوء إلى استعمال السيارات المفخخة وتوجيه هذه السيارات إلى الأماكن المزدحمة بالسكان المدنيين بقصد إيقاع أكبر عدد ممكن الضحايا بين المدنيين لترهيبهم وتهجيرهم.
أما عن مكونات فلسفة التهجير (الترانسفير) في الفكر الصهيوني فيتحدث الكاتب عن الأمور التالية:
- منع العرب من العودة إلى ديارهم في حال تهجيرهم.
- تقديم المساعدات لهم للمهجرين (إغاثة).
- تدمير أكبر عدد ممكن من القرى في العمليات الحربية.
- منع المزارعين من القيام بجني محاصيلهم الزراعية، الزيتون، الليمون، الحبوب.
- إصدار القوانين التي تحرمهم من البناء بحجة الوضع الأمني والعسكري، والبناء غير القانوني.

في الفصل الخامس يتحدث الكتاب عن قرار التقسيم والعودة الذي اتخذ في الأمم المتحدة في ديسمبر 1948، في هذه المرحلة نشط اليهود والمنظمات التابعة لهم، وبمساعدة دولية وأميركية على تحريض السكان اليهود في الداخل الفلسطيني على رفض فكرة العودة والتقسيم نهائياً، مع البدء بعمليات التهويد في ظل صمت عربي وتواطوء دولي، وصمت عربي رسمي (تماماً كما يحدث اليوم) رغم وجود الجامعة العربية آنذاك التي تأسست عام 1945.
أما في الفصل السادس فيؤكد المؤلف على إنه (خلال الحرب وفي الفترة التي تلتها مباشرة أفرغ ما يقرب من أربعمائة قرية ومدينة من سكانها. وبحلول منتصف العام 1949 أضحت أغلبية تلك المواقع في حالة دمار كامل أو جزئي، وغير صالحة للسكن).
في الفصل السابع من الكتاب أي في (الموجة الثالثة) من التهجير حسب ما ورد في الكتاب بدأت عملية التهجير الكبير والتي يصفها أحد ضباط المخابرات الإسرائيلية بقوله: "كانت النساء مثقلات بالصرر (جمع صرة) والحقائب فوق رؤوسهن والأمهات يجرون أطفالاً لهن ورائهن ومن وقت لآخر كانت تبرز في أعين هؤلاء الصغار نظرات حادة وكأنها تقول: "نحن لن نستسلم وسنعود لمحاربتكم..."، وعلى سبيل المثال ذكر دوف يرميا، قائد كتيبة في الفرقة 21، عن الهجوم على كويكات ليلة ال28 من آذار قائلا: "لا أعلم ما إذا كانت قذائف المدفعية على القرية قد أوقعت خسائر لكنها أحدثت أثرا نفسيا وهرب سكان القرية غير المقاتلين قبل أن نبدأ الهجوم...".
في هجوم أخر على نفس القرية يورد الكاتب ما جرى ليلة التاسع من تموز حيث «طالبت قوات الدفاع الإسرائيلية القرية بالاستسلام، الأمر الذي رفضه المختار خوفا من اتهامه بالخيانة من قبل جيش الإنقاذ على الأرجح، وفي تلك الليلة أطلق لواء كارميلي العنان لمدفعيته»، ويكمل الكاتب إنه «وفقا لما ذكره أحد سكان القرية: استيقظنا على صوت ضجيج عال لم يسبق أن سمعناه من قبل وانفجار قنابل...كانت القرية بأكملها في حالة ذعر... فالنساء تولول، والأطفال يصرخون... وبدا أغلب القرويين في الفرار بملابس النوم. أما زوجة قاسم أحمد سعيد فمن فرط ذعرها فرت حاملة بين ذراعيها وسادة بدلا من طفلها....». .
أما في الفصل الثامن والذي جاء يصف الموجة الرابعة أي مرحلة ما بعد الهدنة بين الجيوش العربية والمنظمات الصهيونية والتي انتهت بحرب الفالوجة التي كانت تحت السيطرة المصرية، وهزيمة جيش الإنقاذ بقيادة فوزي القاوقجي والتي أظهرت مدى تآمر الأنظمة العربية وخيانتهم عن طريق الأسلحة الفاسدة وعدم وجود الأوامر وغيرها. حيث دفع «تقرير برنادوت في السادس عشر من شهر سبتمبر المتضمن اقتراحا منح النقب إلى العرب مقابل السيادة اليهودية على الجليل الغربي، إلى تركيز اهتمام القيادة السياسية والعسكرية على الجنوب حيث توجد منطقة يهودية تحصل على إمدادات محدودة، ومحاطة بالعرب وتضم أقل من 24 مستوطنة...» ويضيف الكاتب «إن الهروب الجماعي من مدينة بئر السبع قد بدأ بالفعل في 19 أكتوبر، إما سيرا على الأقدام وإما بالحافلات، أساسا باتجاه الخليل، وذلك في أعقاب عمليات قصف جوي متكرر ليلتي 18 و 19 أكتوبر، وعاد القصف في الليلة التالية، مما عجل بمزيد من الهرب.»
ينتقل المؤلف في الفصل التاسع إلى عمليات تنظيف الحدود الفلسطينية من التجمعات العربية بدءاً من النقب في الجنوب إلى الشرق والشمال حيث بلغ عدد الفلسطينيين المهجرين مئات الآلاف.
في خاتمة الكتاب يؤكد الكاتب أنه قد "جرى النزوح الجماعي على أربع مراحل أو أربع مراحل ونصف المرحلة ارتبطت بشكل وثيق بشكل الحرب ذاتها. بدأت المرحلة الأولى "من ديسمبر 1947 حتى مارس 1948 مع رحيل العديد من الطبقتين العليا والمتوسطة، خاصة من مدينتي حيفا ويافا اللتين كان من المفترض أن تكون تحت سيطرة الدولة اليهودية في طور التكوين." مؤكدا أنه "إذا كان الهجوم اليهودي قد أثار بشكل مباشر أو غير مباشر النزوح الجماعي حتى شهر يوليو 1948، فان هناك شريحة صغيرة ولكنها مهمة من النازحين أقدموا على ذلك بناء على أوامر طرد مباشرة أو آليات الحرب النفسية المصصمة لترهيب السكان ودفعهم إلى الفرار. وقد عززت الفظائع الفعلية التي ارتكبتها القوات الإسرائيلية أساسا في دير ياسين من تلك المخاوف كثيرا خاصة مع تضخيمها بشكل كبير ومستمر من قبل الإعلام العربي على مدار الأسابيع التي تلتها...."
يحتوي الكتاب على عدة خرائط للمستوطنات وللتقسيم إلى جانب المراجع التي زادت عن 2600 وثيقة ومرجع مما يجعل الكتاب وثيقة تاريخية هامة. لقد أثار الكتاب بعد صدوره في إسرائيل ضجة لما تضمنه من معلومات دحضت معظم النظريات الرسمية الصهيونية حول فلسطين. فالسياسة الرسمية في إسرائيل والتي يقودها سياسيون متعصبون، وحاخامات متطرفون، والتي تتلخص كما يقولون بأنهم «شعب الله المختار» وأن ثروات الأرض هي ملك لهم، هذه النظرية التي أثبتت خلال مئات السنين أنها خاطئة، وأنها السبب الرئيسي من ورائها إشعال مئات الحروب والاعتداءات في العالم، كما أن الكتاب يتضمن العراقيل التي وضعتها العصابات الصهيونية على عودة اللاجئين إلى قراهم ومدنهم بما فيها التدمير الكامل لتلك القرى والمدن أثناء الحرب أو بعدها بفترات قريبة أو بعيدة، من قبل العصابات الصهيونية، إضافة إلى وثائق تؤكد مراسلات بيّنت أوامر لتدمير ممنهج ومنظم للمنازل والمرافق الحيوية في المدن والقرى والبلدات الرئيسية وبدون أي تردد.
من خلال استعراض صفحات الكتاب يبرز عدد من النقاط المهمة جدا سبق وإن تم تلخيصها من قبل المترجم د.عماد عواد في مقدمته للترجمة، نوردها فيما يلي باختصار:
1. أعاد الكتاب تنشيط الذاكرة حول أسماء قرى كادت تتلاشى إلا من أفواه اللاجئين منها وخصوصا إنه قد سبق إزالتها تماما وأقيمت على أنقاضها مستوطنات بأسماء بديلة.
2. يسرد تفاصيلا حول محطات هامة في تاريخ ومفاصل الاحتلال والصراع الأخير، كان لها دور وحدات الدومينو في سقوط فلسطين تماما.
3. يكشف الكتاب عن أساليب تعاطي المؤسسة العسكرية والسياسية الإسرائيلية مع نزوح أو فرار أو تهجير اللاجئين الفلسطينيين بالوثائق والأدلة.
4. يركز على عدد من الفظائع التي ارتكبتها التشكيلات العسكرية اليهودية، أمام الانتداب البريطاني، وكيفية التباين في تعامل المسؤولين مع مرتكبي الفظائع وكيفية توفر الموافقة الضمنية على هذه الفظائع.
5. الكشف عن دور شخصيات يهودية مدنية وعسكرية تركت بصمات واضحة في ملف شراء الأرض وتشكيل لجنة الترانسفير بدون موافقة مكتوبة من بن غوريون.
6. يحتوي الكتاب فصلا كاملا للجهود خلال مؤتمر لوزان عام 1949 لحل مشكلة اللاجئين، وطريقة التفكير الإسرائيلية بهذا الخصوص ومدى تعقيد هذا الملف منذ عقود، وبالتالي نفهم مدى حاجة رجل السياسة الفلسطيني إلى الأدلة والوثائق ضمن خطابه إلى المجتمع الدولي حول حق اللاجئين في العودة.
7. يكشف الكتاب عن عدم وجود دعوات مباشرة أو أوامر صريحة موجهة للاجئين الفلسطينيين من أجل توريط إسرائيل بتهجير الفلسطينيين، وبذلك يؤكد أن الهجرة كانت قسرية.[6]

## أُنظر أيضاً
- قائمة عناوين سلسلة عالم المعرفة